# Knubbfrölöpare
Knubbfrölöpare (Harpalus picipennis) är en skalbaggsart som först beskrevs av Caspar Erasmus Duftschmid 1812.  Knubbfrölöpare ingår i släktet Harpalus, och familjen jordlöpare. Enligt den svenska rödlistan är arten nära hotad i Sverige. Arten förekommer i Götaland. Arten har tidigare förekommit på Öland men är numera lokalt utdöd. Artens livsmiljö är jordbrukslandskap, stadsmiljö.